# Аспре сир Бјеш
Аспре сир Бјеш (фр. Aspres-sur-Buëch) је насељено место у Француској у региону Прованса-Алпи-Азурна обала, у департману Горњи Алпи.
По подацима из 2011. године у општини је живело 826 становника, а густина насељености је износила 19,37 становника/km².

## Демографија
| 1962. | 1968. | 1975. | 1982. | 1990. | 2011. |
| ----- | ----- | ----- | ----- | ----- | ----- |
| 703   | 750   | 696   | 773   | 743   | 826   |